# 扎波里濟克 (舊別利斯克區)
49°18′45″N 38°57′33″E / 49.31250°N 38.95917°E
扎波里濟克（烏克蘭語：Запорізьке）是位於烏克蘭東部的村莊，由盧甘斯克州舊比利斯克區的奇米里夫卡市鎮負責管轄。該村始建於1963年，面積0.68平方公里，海拔高度74米，2001年人口386，人口密度每平方公里571人。